# Фавела
Фаве́ла (порт. favela) — бразильський варіант нетрів, які звичайно розміщені на околицях міст. Фавели зазвичай будуються з різноманітних матеріалів, від цегли до сміття. Багато фавел дуже щільно заселені. Часто вони не мають каналізації, стічні води та проблеми гігієни у фавелах не вирішені. Переважно мають електрику, але часто неофіційно. Ще однією проблемою є висока злочинність. Хоча найганебніші фавели розташовані в Ріо-де-Жанейро, вони існують майже в кожному великому місті Бразилії. Назва походить від виду рослини з тернистими листами, що росте в напівбезводному Північно-східному регіоні. Біженці і колишні солдати, учасники Війни Канудус (1895—1896 роки) в Баїї, зрештою оселилися на незайнятих громадських землях на пагорбі в Ріо-де-Жанейро, відомому як пагорб Провидіння (Morro da Providência), оскільки уряд був не в змозі забезпечити їх житлом. Колишні солдати назвали своє нове поселення Morro da Favela за назвою рослини, яка цвіла на місці знаменитої перемоги над бунтівниками.